# Giuseppe Quaglio
Pour les articles homonymes, voir Quaglio.
Giuseppe Quaglio, né le 2 décembre 1747 à Laino et mort le 23 janvier 1828 à Munich, est un peintre et un scénographe, actif dans la peinture de scènes à Mannheim, Francfort et à Ludwigsbourg.

## Biographie
Giuseppe Quaglio naît en 1747 dans la ville de Laino,, entre le lac de Côme et le lac de Lugano.
Il étudie sous la direction de son père Domenico Quaglio l'Ancien et de son oncle Lorenzo Quaglio l'Ancien. Il est peintre de théâtre à Mannheim et à Munich. Giuseppe Quaglio est l'un des décorateurs de théâtre les plus renommés de son époque.
Il fait partie de la famille Quaglio de peintres de scènes, d'architectes et d'artistes. Parmi les fils de Giuseppe, on trouve le scénographe Simon (1795-1878), actif principalement à Munich, Angelo Quaglio l'Aîné (en) (1784-1815), architecte et peintre. Il conçoit et peint des paysages et des tableaux architecturaux pour le travail de Boisserée sur la cathédrale de Cologne, Domenico (1787-1837), peintre paysagiste et architecte, peintre de paysages et d'architecture, peintre scénique, graveur et architecte, né à Munich et décédé à Hohenschwangau ; et Lorenzo (en) (1793-1869), peintre de genre et lithographe. Le fils de Simon, Angelo Quaglio le jeune (1829-1890), est scénographe et a travaillé au décor de plusieurs opéras de Richard Wagner.
Giuseppe Quaglio meurt le 23 janvier 1828 à Munich.